# Devil Children: Messiah Riser
Shin Megami Tensei: Devil Children Messiah Riser (真・女神転生 デビルチルドレン メシアライザー?) è un videogioco di ruolo, della serie Megami Tensei, pubblicato nel 2004 per Game Boy Advance, ed inedito al di fuori del Giappone.